# Stelle-Wittenwurth
Stelle-Wittenwurth là một đô thị thuộc huyện Dithmarschen, trong bang Schleswig-Holstein, nước Đức. Đô thị Stelle-Wittenwurth có diện tích 10,71 km², dân số thời điểm 31 tháng 12 năm 2006 là 472 người.